# División de Honor femenina de balonmano 1998-99
La División de Honor femenina de balonmano 1998-1999 fue la cuadragésimo segunda edición de la División de Honor Española. Se proclamó campeón el ALSA Elda Prestigio.

## Equipos participantes
| Equipo                             | Localización  | Pabellón                                       | Capacidad |
| ---------------------------------- | ------------- | ---------------------------------------------- | --------- |
| El Ferrobus Mislata                | Mislata       | Pabellón de Deportes Maritim                   | 800       |
| Bera Bera                          | San Sebastián | Polideportivo Municipal Bidebieta              | 682       |
| Caja Cantabria Universidad Clubasa | Santander     | Pabellón Municipal de La Albericia             | 4 000     |
| ALSA Elda Prestigio                | Elda          | Polideportivo Ciudad de Elda Florentino Ibáñez | 2 000     |
| Balonmano El Goro                  | Telde         |                                                |           |
| Vicar Goya Jarquil                 | Vícar         | Pabellón Municipal de Vícar                    | 1 500     |
| Manufacturas Teleno León           | León          | Palacio de los Deportes de León                | 6 000     |
| Juventud Leganés - Royne           | Leganés       | Pabellón Manuel Cadenas                        | 1 200     |
| Associació Lleidtana d'Handbol     | Lérida        | Pabellón Barris Nord                           | 6 100     |
| Milar L'Eliana                     | La Eliana     | René Marigil                                   | 600       |
| Mar Alicante                       | Alicante      | Pabellón Colegio Agustinos                     | 600       |
| Balonmano Porriño                  | Porriño       | Pabellón Municipal de Porriño                  | 1 692     |
| Sierra Nevada-La Ragua-Granada 74  | Granada       |                                                |           |
| C.B. Ro'Casa                       | Telde         | Pabellón Insular Antonio Moreno                | 600       |
| Verdaloe Santander                 | Santander     | Pabellón Municipal de La Albericia             | 4 000     |
| Lanzamar Tahiche                   | Tahiche       | Pabellón de Teguise                            | 400       |

## Clasificación
| Pos. | Equipo                   | J  | G  | E | P  | GF  | GC  | Dif | P  |
| ---- | ------------------------ | -- | -- | - | -- | --- | --- | --- | -- |
| 1    | ALSA Elda Prestigio      | 14 | 14 | 0 | 0  | 381 | 275 | 106 | 28 |
| 2    | El Ferrobus Mislata      | 14 | 12 | 0 | 2  | 405 | 263 | 142 | 24 |
| 3    | Juventud Leganés - Royne | 14 | 8  | 0 | 6  | 332 | 348 | -16 | 16 |
| 4    | Lanzamar Tahiche         | 14 | 6  | 2 | 6  | 355 | 358 | -3  | 14 |
| 5    | A. Lleidatana d'Handbol  | 14 | 5  | 2 | 7  | 317 | 390 | -73 | 12 |
| 6    | Vicar Goya Jarquil       | 14 | 5  | 0 | 9  | 296 | 320 | -24 | 10 |
| 7    | Caja Cantabria Clubasa   | 14 | 3  | 2 | 9  | 277 | 326 | -49 | 8  |
| 8    | Balonmano El Goro        | 14 | 0  | 0 | 14 | 243 | 326 | -83 | 0  |

| Pos. | Equipo                            | J  | G  | E | P  | GF  | GC  | Dif | P  |
| ---- | --------------------------------- | -- | -- | - | -- | --- | --- | --- | -- |
| 1    | Milar L'Eliana                    | 14 | 14 | 0 | 0  | 472 | 260 | 112 | 28 |
| 2    | Mar Alicante                      | 14 | 8  | 2 | 4  | 317 | 326 | -9  | 18 |
| 3    | Bera Bera                         | 14 | 8  | 1 | 5  | 327 | 309 | 18  | 17 |
| 4    | CB Ro'Casa                        | 14 | 6  | 0 | 8  | 297 | 312 | 15  | 12 |
| 5    | Balonmano Porriño                 | 14 | 5  | 0 | 9  | 277 | 294 | -17 | 10 |
| 6    | Manufacturas Teleno León          | 14 | 5  | 0 | 9  | 313 | 367 | -54 | 10 |
| 7    | Sierra Nevada-La Ragua-Granada 74 | 14 | 4  | 1 | 9  | 317 | 368 | -51 | 9  |
| 8    | Verdaloe Santander                | 14 | 4  | 0 | 10 | 266 | 350 | -84 | 8  |

| Pos. | Equipo                   | J  | G  | E | P  | GF  | GC  | Dif | P  |
| ---- | ------------------------ | -- | -- | - | -- | --- | --- | --- | -- |
| 1    | ALSA Elda Prestigio      | 14 | 12 | 0 | 02 | 376 | 305 | 71  | 24 |
| 2    | Milar L'Eliana           | 14 | 12 | 0 | 2  | 446 | 289 | 157 | 24 |
| 3    | El Ferrobus Mislata      | 14 | 11 | 0 | 3  | 378 | 278 | 100 | 22 |
| 4    | Juventud Leganés - Royne | 14 | 6  | 0 | 8  | 329 | 394 | -65 | 12 |
| 5    | CB Ro'Casa               | 14 | 5  | 1 | 8  | 313 | 361 | -48 | 11 |
| 6    | Mar Alicante             | 14 | 5  | 1 | 8  | 302 | 333 | -31 | 11 |
| 7    | Bera Bera                | 14 | 2  | 1 | 11 | 287 | 385 | -98 | 5  |
| 8    | Lanzamar Tahiche         | 14 | 1  | 1 | 12 | 305 | 391 | 56  | 3  |

| Pos. | Equipo                            | J  | G | E | P  | GF  | GC  | P   | Dif |
| ---- | --------------------------------- | -- | - | - | -- | --- | --- | --- | --- |
| 1    | Balonmano Porriño                 | 14 | 9 | 1 | 4  | 300 | 273 | 27  | 19  |
| 2    | Vicar Goya Jarquil                | 14 | 9 | 0 | 5  | 318 | 292 | 26  | 18  |
| 3    | A. Lleidatana d'Handbol           | 14 | 8 | 1 | 5  | 319 | 322 | -3  | 17  |
| 4    | Manufacturas Teleno León          | 14 | 8 | 0 | 6  | 341 | 323 | 18  | 16  |
| 5    | Caja Cantabria Clubasa            | 14 | 6 | 2 | 6  | 277 | 291 | -14 | 14  |
| 6    | Verdaloe Santander                | 14 | 6 | 0 | 8  | 286 | 293 | -7  | 12  |
| 7    | Sierra Nevada-La Ragua-Granada 74 | 14 | 6 | 0 | 8  | 322 | 339 | -17 | 12  |
| 8    | Balonmano El Goro                 | 14 | 2 | 0 | 12 | 257 | 287 | -30 | 4   |

## Acceso a competiciones europeas
| Equipo                   | Competición       |
| ------------------------ | ----------------- |
| ALSA Elda Prestigio      | Liga de Campeones |
| Milar L'Eliana           | Recopa de Europa  |
| El Ferrobus Mislata      | Copa EHF          |
| Juventud Leganés - Royne | EHF City Cup      |

## Ascenso
De primera división subieron el C.H. Maritim, el Mediocentro Gijón y el Famadesa Costa del Sol. 

## Promoción por la permanencia
En la promoción por la permanencia, el 5.º y el 6.º clasificado del grupo por la permanencia, el Caja Cantabria Clubasa y el Verdaloe Santander se enfrentaban al Esportiu Castelldefels y al Famadesa Costa del Sol, del que tan solo subió el equipo malagueño.